# بادوفينتسي
بادوفينسي (Бадовинци) هي مدينة في ماتشفا في مقاطعة وسط صربيا في صربيا. ويبلغ عدد سكانها حوالي 5358 نسمة.